# Северомакедонско-черногорские отношения

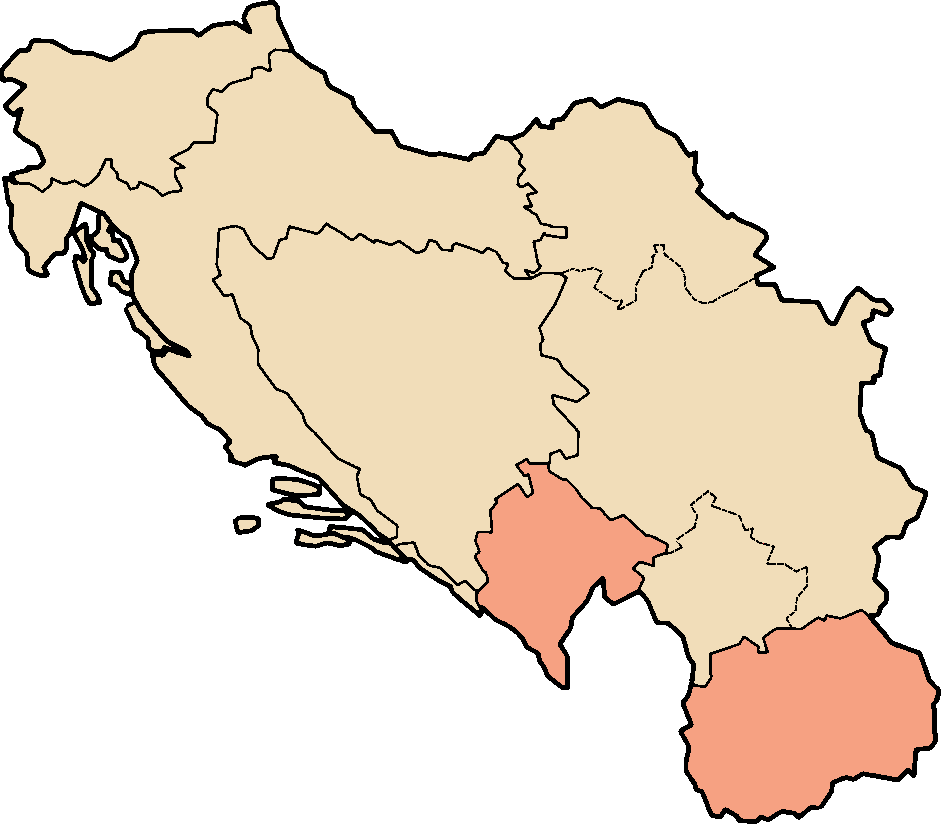
Социалистическая Республика Черногория и Социалистическая Республика Македония в составе Югославии

Северомакедонско-черногорские отношения — двусторонние дипломатические отношения между Северной Македонией и Черногорией.
Министерство иностранных дел Республики Македонии в мае 2011 года заявило, что между двумя государствами «существуют отличные политические связи без каких-либо открытых проблем». Посольство Северной Македонии в Черногории расположено в столице государства, Подгорице. Посольство Черногории в Северной Македонии также находится в столице страны — Скопье. Кроме того, Черногория имеет почётное консульство в северомакедонском городе Битола.

## История
Черногория и Северная Македония, на сегодняшний день являющиеся независимыми государствами, имеют во многом общую историю, поскольку обе современные страны входили в состав Социалистической Федеративной Республики Югославии.
Когда в начале 1990-х годов в Югославии начался процесс распада страны, две союзные республики — Словения и Хорватия — объявили независимость от Югославии 25 июня 1991 года. 8 сентября 1991 года в Социалистической Республике Македонии был проведён референдум по вопросу обретения суверенитета государством, в результате Северная Македония провозгласила независимость. Черногория также организовала референдум о независимости, но решила остаться в составе Югославии.
В апреле 1992 года оставшиеся в составе Югославии республики — Черногория и Сербия — образовали Союзную Республику Югославию. Дипломатические связи между Союзной Республикой Югославией и Республикой Македонией были установлены 8 апреля 1996 года, отношения между двумя странами были «прочными и дружественными». В 2003 году название Союзной Республики Югославии было изменено на Государственный союз Сербии и Черногории (сокращённо — Сербия и Черногория), новое название отражало факт сосуществования двух стран (республик), равных в правах, в составе конфедерации.
В 2006 году в Черногории был проведён второй референдум о своей независимости, по результатам которого Черногория провозгласила суверенитет. Государственный союз Сербии и Черногории был распущен, Сербия также стала суверенным государством.

## Дипломатические отношения
Дипломатические отношения между Черногорией и Республикой Северной Македонией были официально установлены 14 июня 2006 года.
На данный момент отношения двух стран, преследующих общую цель — присоединение к Европейскому союзу, дружественны с обеих сторон. Кроме того, Черногория входила в число 142 государств мира, которые признавали предыдущее конституционное название Республики Македонии.

## Демография

### Черногорцы в Северной Македонии
На сегодняшний день в Северной Македонии проживает небольшое количество черногорцев. Согласно последней переписи населения, проведённой в Республике Македонии в 2002 году, черногорское меньшинство составляет 2 003 человека — около 0,1 % от общей численности населения Северной Македонии.

### Македонцы в Черногории
Небольшое македонское меньшинство также проживает в Черногории. Последняя перепись, проведённая в 2011 году, показала, что 900 человек идентифицирует себя как представителей македонского народа, что составляет 0,15 % от общей численности населения Черногории.